# Karl Pilkington
Karl Pilkington (ur. 23 września 1972 r.) – brytyjski satyryk, prezenter radiowy i telewizyjny, a także aktor niezawodowy i autor literatury humorystycznej, którą samodzielnie ilustruje.
Pilkington zyskał lokalną rozpoznawalność w Wielkiej Brytanii jako realizator (de facto współgospodarz, wraz z Rickym Gervaisem i Stephenem Merchantem) satyrycznej audycji radiowej The Ricky Gervais Show (2001–2005) w londyńskiej stacji XFM. Światową popularność przyniósł mu udział w podcastach, będących kontynuacją tej audycji. Do 2011 r. The Ricky Gervais Show był najczęściej pobieranym podcastem na świecie, a w 2010 r. został zaadaptowany jako serial animowany przez amerykańską telewizję HBO.
Treść audycji i podcastów wypełniały głównie absurdalne i ignoranckie spostrzeżenia na rozliczne tematy, wygłaszane przez nieposiadającego podstawowego wykształcenia Pilkingtona, a także nietypowe historie z jego życia, choć początkowo jego rola ograniczała się tylko do technicznej realizacji emitowanego na żywo programu.
Pilkington był także prowadzącym emitowanego od września 2010 telewizyjnego programu podróżniczego Idiota za granicą (realizowanego według pomysłu Gervaisa i Merchanta). Wyprodukowano 3 serie (2010–2012), w których Pilkington odwiedza nowe siedem cudów świata (z wyjątkiem Koloseum) oraz piramidy w Gizie, wyrusza w podróż w poszukiwaniu przygód (w inspiracji filmem Choć goni nas czas), a także przemierza, wraz z Warwickiem Davisem, Jedwabny Szlak. Czwarta seria, zatytułowana The Moaning of Life i realizowana już bez udziału Gervaisa i Merchanta, została wyemitowana w 2013 r.
Jako aktor Pilkington wystąpił w drugoplanowej roli w sitcomie Derek (scenariusza i reżyserii Ricky’ego Gervaisa). Odtwarzał postać Dougie’ego - dozorcy w domu spokojnej starości. Do tego Pilkington ma na koncie role epizodyczne w serialu Statyści i filmach Cemetery Junction oraz Chingari, w którym wystąpił przy okazji podróży do Indii w ramach Idioty za granicą.
Karl Pilkington wydał (jako autor lub współautor) 6 książek z gatunku literatury humorystycznej. Twórczość pisana Pilkingtona obejmuje m.in. pamiętniki, wiersze, dzienniki podróży i eseje, często ilustrowane przez samego autora. W języku polskim ukazały się dwie pozycje - Idiota za granicą (2012) oraz Dalsze przygody idioty za granicą (2014) – dokumentujące podróże odbyte przez Pilkingtona w ramach prowadzonego przezeń programu telewizyjnego.
W 2019 roku na jego cześć nazwano gatunek owada z rodziny żronkowatych Traumatomutilla pilkingtoni.

## Książki
- Ricky Gervais Presents the World of Karl Pilkington (2006, współautorzy Ricky Gervais i Stephen Merchant)
- Happyslapped by a Jellyfish. The words of Karl Pilkington (2007)
- Karlology. What I've Learned So Far (2008)
- Idiota za granicą (2010, tyt. oryg. An Idiot Abroad, wydanie polskie 2012)
- Dalsze przygody idioty za granicą (2012, tyt. oryg. The Further Adventures of an Idiot Abroad, wydanie polskie 2014)
- The Moaning of Life. The Worldly Wisdom of Karl Pilkington (2013)